# Закшевек (Влоцлавський повіт)
Закшевек (пол. Zakrzewek, нім. Stauen) — село в Польщі, у гміні Хоцень Влоцлавського повіту Куявсько-Поморського воєводства.
Населення — 130 осіб (2011).
У 1975-1998 роках село належало до Влоцлавського воєводства.

## Демографія
Демографічна структура станом на 31 березня 2011 року:
|          | Загалом | Допрацездатний вік | Працездатний вік | Постпрацездатний вік |
| -------- | ------- | ------------------ | ---------------- | -------------------- |
| Чоловіки | 77      | 16                 | 55               | 6                    |
| Жінки    | 53      | 4                  | 33               | 16                   |
| Разом    | 130     | 20                 | 88               | 22                   |